# Ricard Cortada i Ramos
Ricard Cortada i Ramos   (Esparreguera, 1859 - 1913) va ser un compositor i professor català del segle xix.
Va viure a Barcelona, on compaginava la seva tasca com a compositor amb la docència del piano. S'han trobat documents que li atribueixen la composició de la polca Esperanza de l’any 1876 i dedicada al rei. Aquesta composició li va valdre un reconeixement oficial: el dret a utilitzar l'escut d’armes reial en totes les seves publicacions.